# Acheilognathus fasciodorsalis
Acheilognathus fasciodorsalis är en fiskart som beskrevs av Nguyen 2001. Acheilognathus fasciodorsalis ingår i släktet Acheilognathus och familjen karpfiskar. Inga underarter finns listade i Catalogue of Life.